# Dillon (Karolina Południowa)
Dillon – miasto w Stanach Zjednoczonych, w stanie Karolina Południowa, siedziba administracyjna hrabstwa Dillon.